# El temps de la felicitat
El temps de la felicitat (noruec: Lykkeland) és una sèrie de televisió noruega de drama d'època sobre el descobriment de petroli al mar del Nord i el creixement posterior de la indústria petroliera a Stavanger, a partir de 1969. És dirigida per Petter Næss i Pål Jackman i està coproduïda per NRK i Maipo Film. La seva primera temporada es va estrenar a NRK1 el 2018 i està ambientada entre els anys 1969 i 1972. La seva segona temporada, que cobreix els anys 1977 a 1980, es va estrenar el 2022. Una tercera temporada, que abastava els anys 1987 a 1990, es va encarregar l'octubre de 2022, i el rodatge va començar el març de 2023. La sèrie ha establert comparacions amb el drama d'època estatunidenc Mad Men. S'ha subtitulat al català per a FilminCAT.

## Premis i reconeixements
La primera temporada de la sèrie va rebre cinc premis Gullruten d'entre vuit nominacions el 2019, incloent-hi a la millor sèrie dramàtica i al millor intèrpret (Anne Regine Ellingsæter). La seva segona temporada va rebre altres nou nominacions, i va guanyar-ne cinc premis el 2022.
A escala internacional, la sèrie va guanyar premis al millor guió i millor música a l'edició inaugural de Canneseries el 2018. Va rebre tres nominacions al Festival de Televisió de Montecarlo de 2019, però no va guanyar cap categoria.